# ران کیند
ران کیند (به انگلیسی: Ron Kind) نمایندهٔ حوزه انتخابیه سوم ویسکانسین از حزب دموکرات ایالات متحده آمریکا در مجلس نمایندگان ایالات متحده آمریکا است که برای نخستین‌بار در ۹ ژانویه ۱۹۹۷ میلادی به‌عضویت این مجلس درآمد.